# Stena Britannica
Lo Stena Britannica è un traghetto appartenente alla compagnia di navigazione Stena Line.

## Servizio
Varato il 7 luglio 2009 nel cantiere navale Wadan Yard di Wismar con il nome di Stena Britannica e consegnato il 29 settembre 2010 alla Stena Line, prende servizio il 9 ottobre successivo nei collegamenti tra Hoek van Holland e Harwich, unendosi al gemello Stena Hollandica, già operativo da qualche mese sulla rotta.

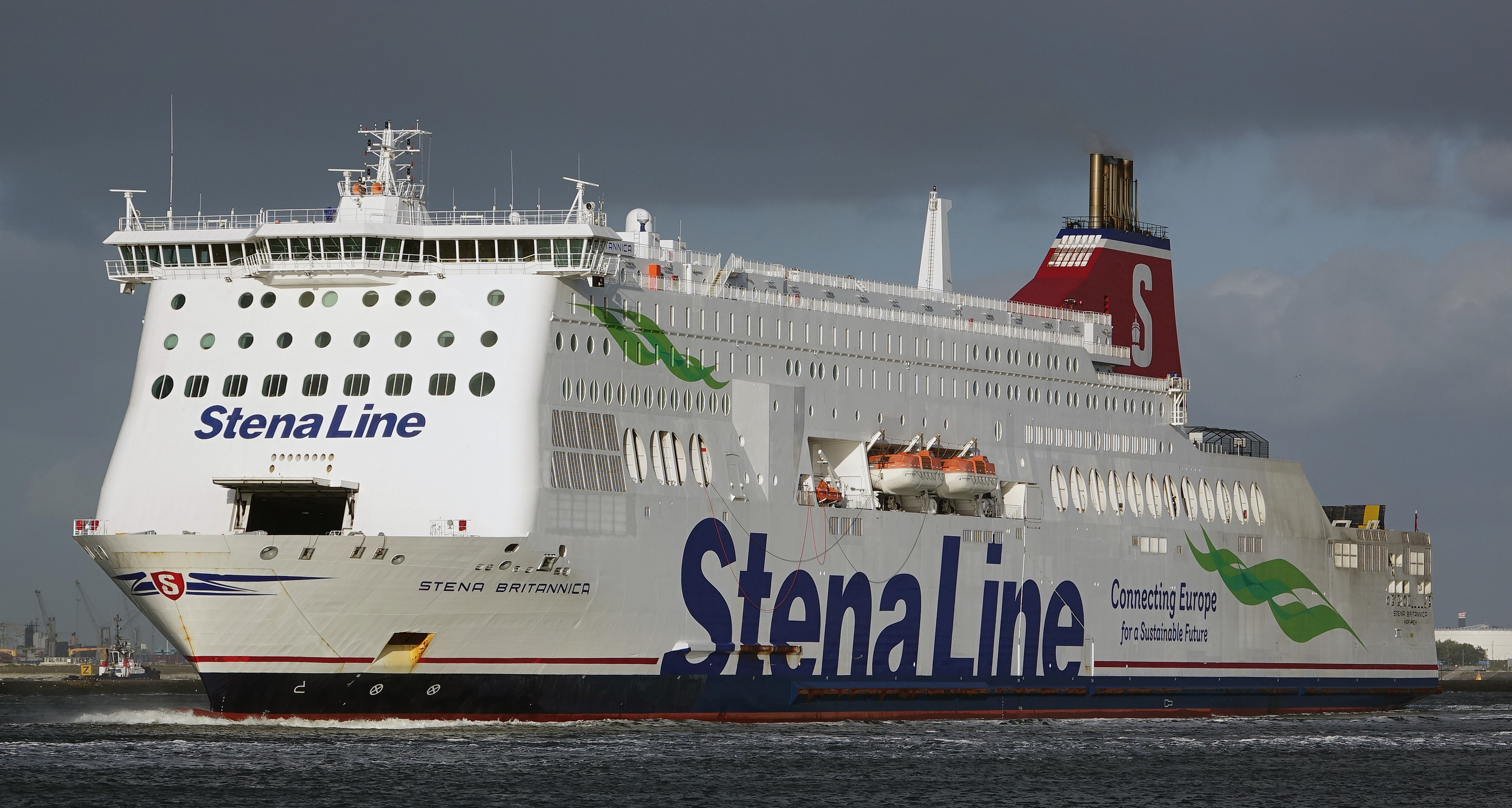
Lo Stena Britannica in navigazione nel 2020.

Il 17 gennaio 2018, durante la navigazione verso Harwich, prende fuoco un rimorchio frigo nel garage del traghetto, prontamente domato dall'equipaggio. Danneggiato, viene sottoposto ai necessari lavori di ristrutturazione a Schiedam. Dal 18 gennaio torna regolarmente in servizio.

## Navi gemelle
- Stena Hollandica